# Музей византийских и поствизантийских икон
Музей византийских и поствизантийских икон в Венеции находится рядом с православной греческой церковью Святого Георгия и Греческим институтом Византийских и пост-Византийских исследований в Венеции в здании бывшей Школы Флангиниса.

## История
Музей располагается на первом этаже здания греческой общины (Scoletta di San Nicolò), построенного в 17-м веке. Проект здания принадлежит Бальдассаре Лонгене. Здесь размещался госпиталь для малоимущих греков с 1678 до начала 20-го века.
В 1959 году Греческий институт Византийских и пост-Византийских исследований в Венеции открыл здесь музей Византийских и пост-Византийских икон, который был обновлён в 1999 году.
Здесь также выставлены большое число икон рукописей и расшитого золотом убранства принадлежавших бывшим архиепископам Филадельфии, а также маленькой утвари с большой исторической и художественной ценностью. Коллекция образована из даров членов греческой общины и других отдельных лиц православной веры; многие иконы были привезены в Венецию беженцами из оккупированных турками территорий, другие были написаны греческими иконописцами Венеции. Особый интерес вызывают работы таких художников как Михаил Дамаскин, Георгиос Клондзас, Эммануил Ломбардос, Теодорос Пулакис и Эммануил Цанес. Имеются образцы Критской школы иконописи, имеются также работы в стиле Константинополя эпохи Палеологов, таких как Богородица с Ребёнком, Апостолы и Святые и икона Христа Пантократора, которую привезла из Константинополя и подарила общине Анна Нотара (дочь Лука Нотараса, последнего Великого дуки Византийской империи).